# Савкино Поле
Савкино Поле — деревня в Медведевском районе Марий Эл Российской Федерации. Входит в состав Шойбулакского сельского поселения.
Численность постоянного населения — 4 человека (2014 год).

## География
Савкино Поле располагается в 8 км на север от административного центра сельского поселения — села Шойбулак. Деревня расположена на берегу небольшой речки без названия, с запада и юга окружена лесами.

## История
Упоминается в списке селений Царевококшайского уезда за 1877 год как выселок Савкино Поле в составе Купсолинского сельского общества Арбанской волости. В списке селений Царевококшайского уезда за 1914—1917 годы селение названо деревней Савкино Поле.
Первыми жителями деревни были переселенцы из села Кичмы Вятской губернии.
В сентябре 1931 году крестьяне деревни объединились в колхоз «Большевик». В 1970 году деревня вошла в состав совхоза «Шойбулакский».

## Население
| 2010 | 2011 | 2012 | 2013 | 2014 |
| ---- | ---- | ---- | ---- | ---- |
| 4    | ↘3   | ↘2   | ↗3   | ↗4   |

Национальный состав на 1 января 2014 г. — русские.

## Описание
Улично-дорожная сеть деревни имеет грунтовое покрытие. Просёлочная дорога, ведущая к деревне Малый Шаплак, имеет щебневое покрытие.
Жители проживают в индивидуальных домах (всего — 31 дом, большинство — дома дачников), имеющих централизованное водоснабжение. Дома не газифицированы.